# The Pirate, the Witch and the Weirdo
Pour plus de détails, voir Fiche technique et Distribution.
The Pirate, the Witch and the Weirdo (en français : Le pirate, la sorcière et le bizarre) est un film d'aventure fantastique américain réalisé par Leigh Scott, sorti en 2019. Il met en vedette Sasha Jackson.

## Synopsis
The Pirate, The Witch and The Weirdo est une adaptation moderne des contes de fées, qui mélange des éléments tirés de Peter Pan, Le Magicien d'Oz et Alice au pays des merveilles. Le film se concentre sur les personnages féminins principaux de ces œuvres, qui sont représentés d’une manière que le public n’a jamais lue, vue ou même imaginée.

## Distribution
- Sasha Jackson : Alice Liddell[3].

## Production
Le budget du film est estimé à 10 millions de dollars US. Il est sorti le 30 octobre 2019 aux États-Unis, son pays d’origine.